# Chiesa di Santa Margherita (Roncegno Terme)
La chiesa di Santa Margherita, o chiesa di Santa Margherita Vergine e Martire, è la parrocchiale di Marter, frazione di Roncegno Terme, in Trentino. Appartiene alla zona pastorale Valsugana - Primiero dell'arcidiocesi di Trento e risale al XIX secolo. In particolare nel presbiterio conserva pregevoli opere d'arte.

## Storia
Il lascito testamentario dei fratelli Trogher di Roncegno permise l'edificazione del luogo di culto nella seconda metà del XIX secolo. La benedizione della prima pietra avvenne nel 1862 ed il cantiere venne chiuso nel 1869. Sempre nel 1869 la nuova chiesa ottenne la dignità di espositura, sussidiaria della chiesa parrocchiale di Roncegno.

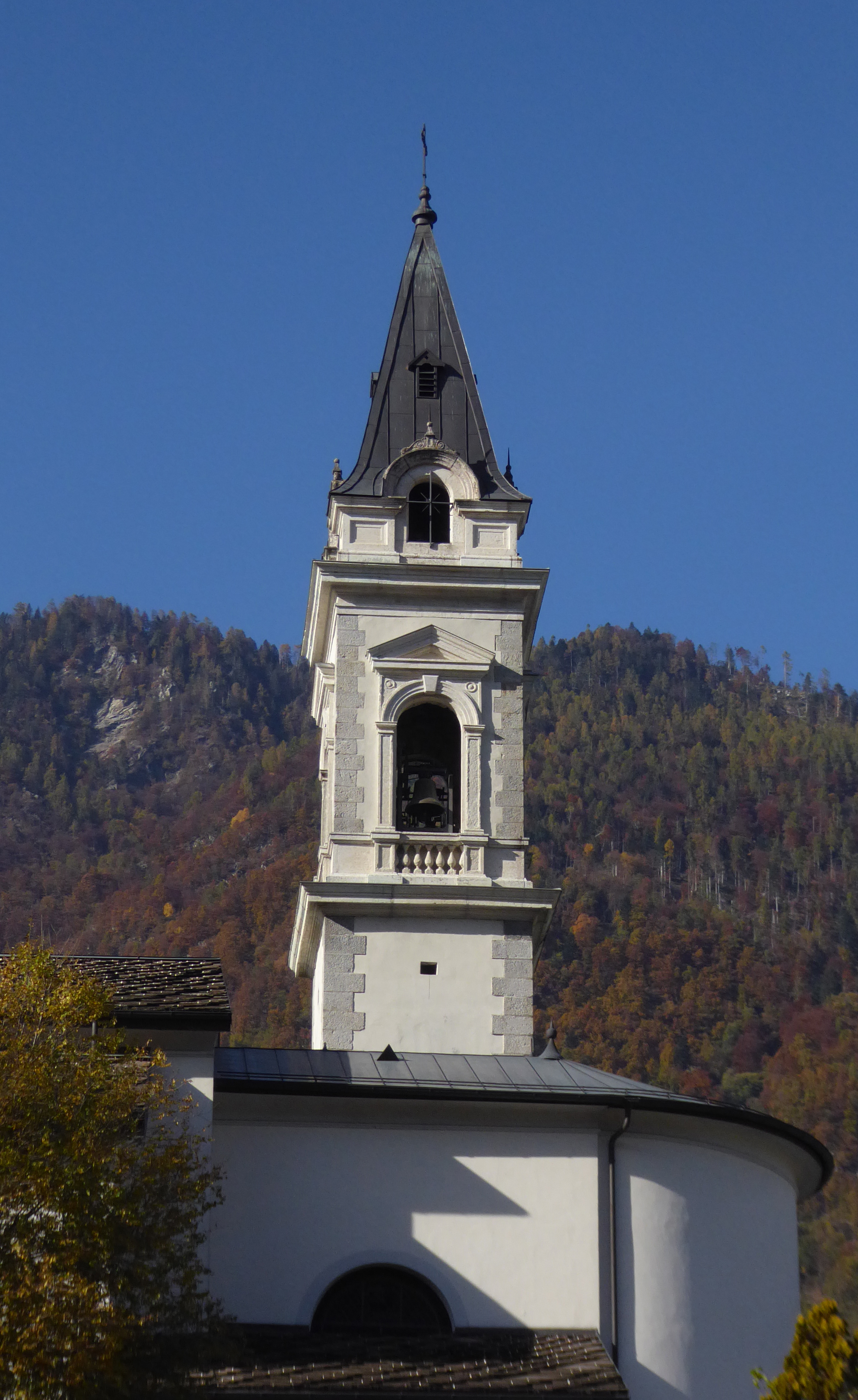
Torre campanaria

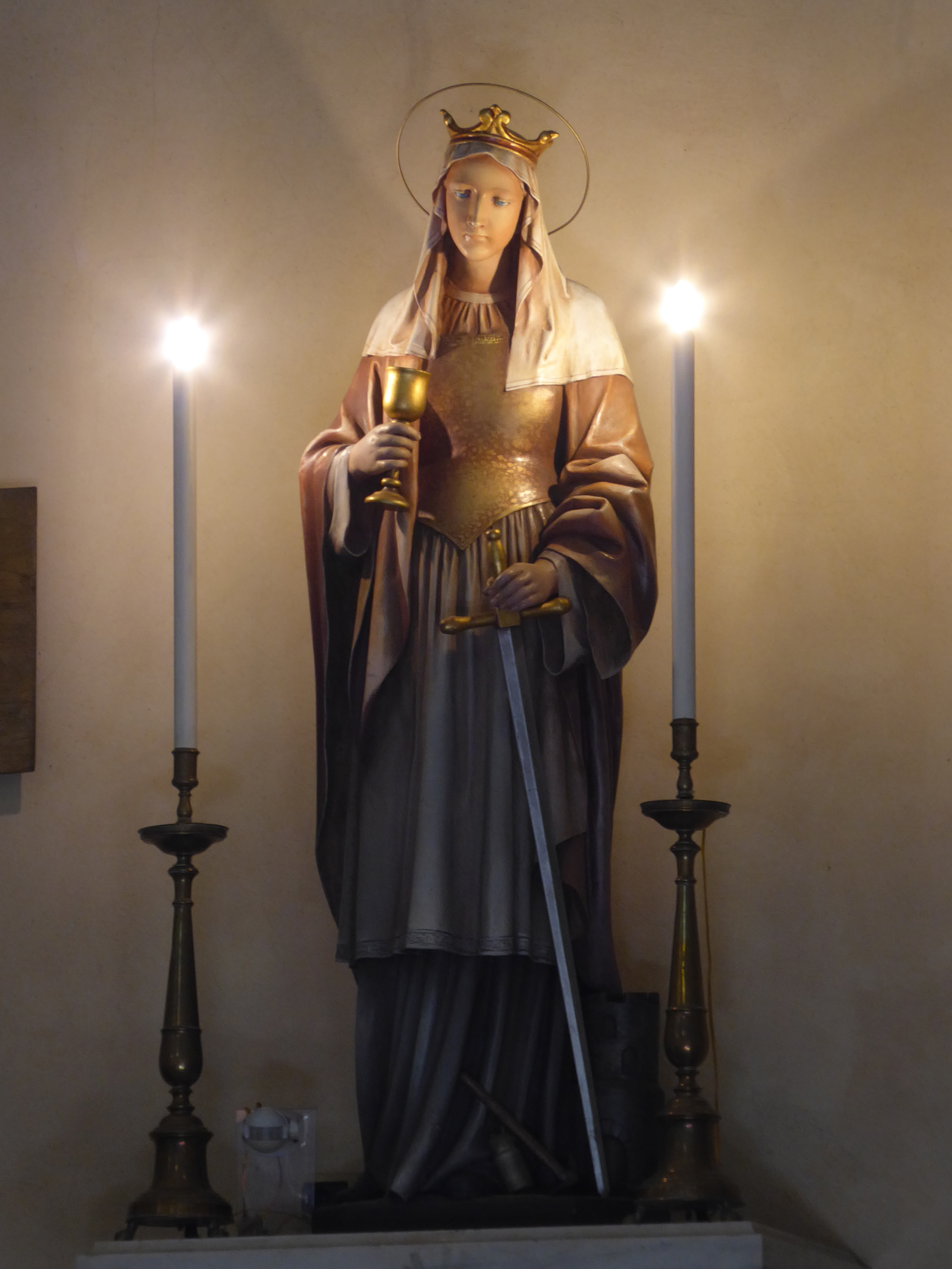
Statua che raffigura Santa Barbara con la spada, simbolo del suo martirio per decapitazione

Pochi anni dopo, tra il 1873 e il 1874 e su progetto di Ignazio Liberi, venne costruita la torre campanaria. La solenne consacrazione a santa Margherita venne celebrata il 3 ottobre 1892 e nel 1905 l'arcivescovo di Trento Celestino Endrici la elevò a dignità parrocchiale staccandola dalla chiesa di Roncegno.
Dopo il primo conflitto mondiale, quando il Trentino entrò a far parte del territorio italiano, vennero realizzati interventi di restauro per i danni del periodo bellico e gli interni vennero arricchiti di decorazioni nel catino absidale e nelle volte del presbiterio. Altri interventi riguardarono le vetrate in controfacciata, realizzate da Giuseppe Parisi e successivi arricchimenti decorativi nella parte del presbiterio ad opera di Franco Chiletto.
Negli ultimi anni sessanta l'edificio fu restaurato e ristrutturato sia nelle coperture del tetto sia negli intonaci di chiesa e torre campanaria. Il tetto venne rifatto poi tra il 1997 e il 1998. Nei primi anni XXI secolo la chiesa fu oggetto di un nuovo restauro generale che interessò, in particolare, la realizzazione del riscaldamento a pavimento, il rifacimento dell'impianto elettrico, i lavori al campanile, il controllo delle pareti affrescate e delle vetrate.

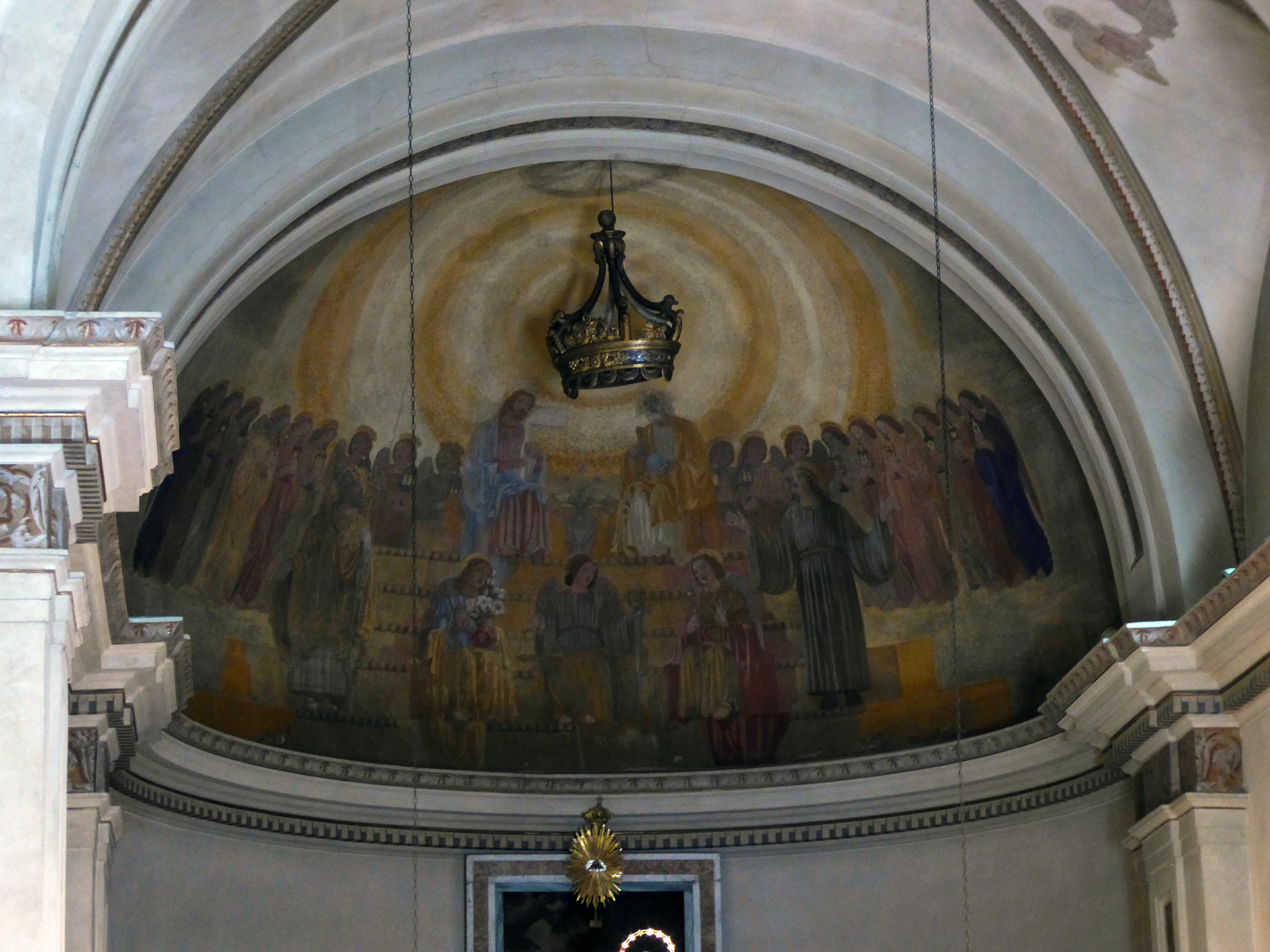
Affresco nel catino absidale, opera di Dealiti

## Descrizione
La chiesa è orientata verso nord-est nel centro abitato di Marter. Il prospetto principale è classicheggiante con un marcapiano orizzontale che lo divide in due parti sormontate dal frontone triangolare. Nella parte bassa si trova il portare di accesso architravato e con un piccolo frontone curvilineo che si discosta quindi nello stile da quello della facciata. Nella parte superiore una grande finestra a semicerchio. In secondo piano si trovano le parti laterali, corrispondenti alle cappelle ai lati della navata, e che richiamano i motivi del prospetto principale, anche negli ideali prolungamenti del frontone. La sagrestia è posta a destra mentre la torre campanaria si trova a sinistra, intonacata come il resto dell'edificio ma con grandi pietre in granito scolpite nella funzione di cantonali. La cella campanaria si apre con quattro finestre a monofora concluse in alto da piccoli frontoni. La cuspide è a piramide curvilinea coperta con lastre in metallo.
La navata interna è unica con due coppie di cappelle laterali simmetriche ed ha copertura a botte. Il presbiterio è leggermente rialzato.

### Aspetti artistici e storici
Il catino presbiteriale è arricchito da affreschi raffiguranti la Santissima Trinità e Gloria dei Santi opera di Delaiti attribuiti da alcune fonti a Carlo Donati. Ai lati del presbiterio San Pio X e San Tarcisio, opere di Franco Chiletto.
Nelle cappelle laterali sono conservate le statue in legno policromo raffiguranti la Madonna e Santa Barbara.